# Ken Gudman
Ken Gudman (født 5. oktober 1947 i København, død 17. september 2003 sammesteds) var en dansk trommeslager.
Gudman var trommeslager i en række af de beat- og pigtrådsbands, der prægede dansk rocks barndom. Gudman sad bag trommerne i bl.a. The Defenders, Young Flowers, Culpeper's Orchard i 1972, Mo-I-Rana fra 1972 til 1974, Fly United fra 1975 til 1976, Savage Rose fra 1973 til 1974, Starfuckers og i Peter Thorups Den Benhårde Trio i 1987.
Siden arbejdede han primært som studiemusiker og i forskellige backing-bands og spillede trommer for bl.a. Sebastian, Povl Dissing og Lasse & Mathilde.
Kort efter Gudmans død indstiftedes en mindefond, der havde til opgave at uddele Ken Gudman Prisen, i første omgang i ti år.
Ken Gudman var gift med skuespilleren Helle Fastrup.
Ken Gudman er begravet på Assistens Kirkegård i København.